# العساسيف

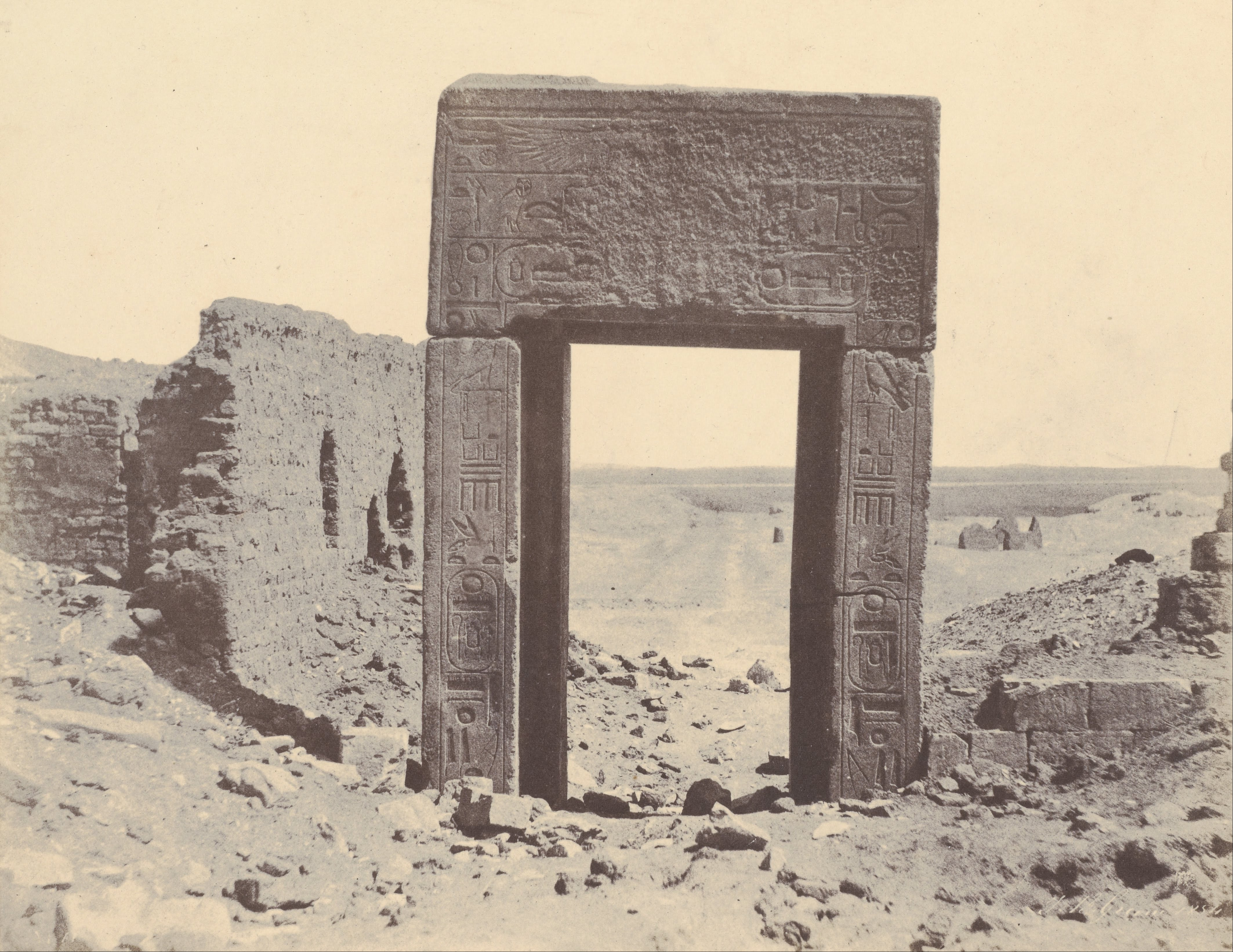
صورة من العام 1854 لبوابة من الجرانيت الوردي ، لعالم المصريات الفرنسي جون بيسلي جرين.

العساسيف هي جبانة على الضفة الغربية لنهر النيل في طيبة بصعيد مصر. وهي تقع في الخليج الجاف الذي يؤدي إلى الدير البحري إلى الجنوب من جبانة ذراع أبو النجا.
جبانة العساسيف تحتوي على مقابر من الأسرات 18 و25 و26 ، والتي تغطي الفترة تقريباُ من 1550إلى 525 قبل الميلاد عبر الأسرات الثلاث.

## المقابر الشهيرة

### الأسرة 18

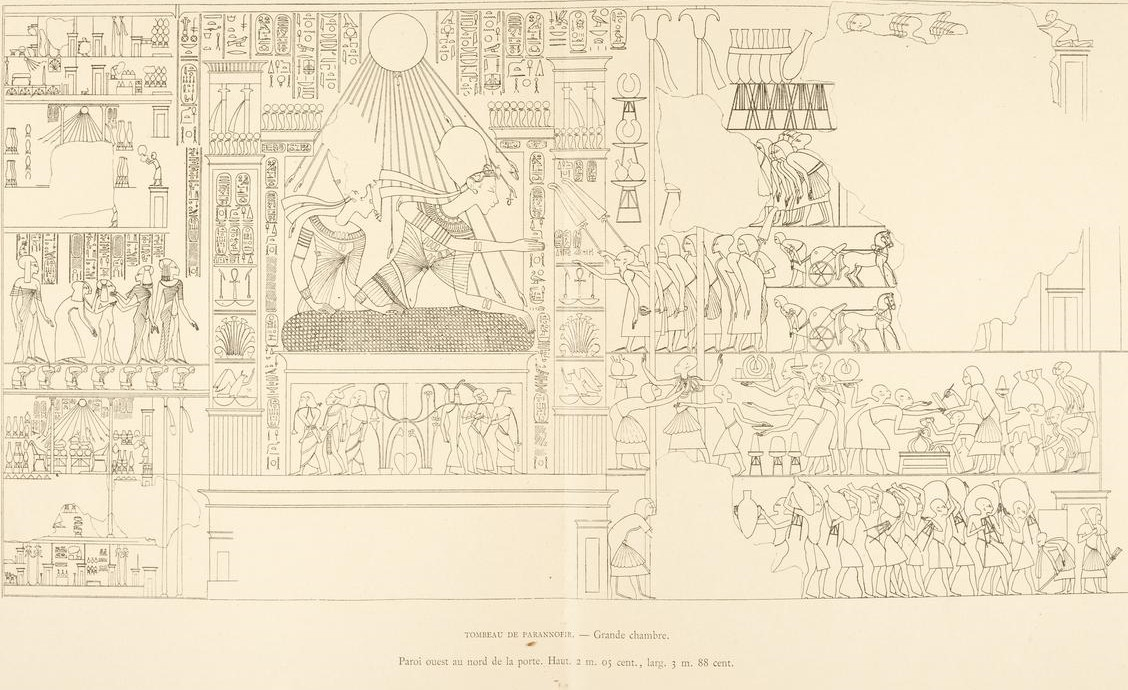
أخناتون يكافئ بارننفر من مناظر مقبرته (TT188)

- TT192 - خيروف : الذي كان يحمل ألقاباً عديدة كـ «الأمير الوراثي و حامل ختم ملك الوجه البحري والسمير الوحيد والسمير العظيم الحب ومدير بيت الزوجة الملكية العظيمة تيي والمشرف على الخزانة والحاجب الأول للملك ورئيس أسرار بيت الملك والقاضي الذي في مقدمة رجال البلاط والحاكم الذي في مقدمة المواطنين وعظيم العظماء وعظيم السمار ومدير بيت الزوجة الملكية في بيت آمون والكاتب الحقيقي للملك والوحيد المتكلم عن المواطنين» ، من عهد الملك أمنحتب الثالث.
- TT188 : با رن نفر : ساقي الملك وطاهر اليدين ومدير البيت من عهد الملك أمنحتب الرابع (أخناتون).

### الأسرة 25

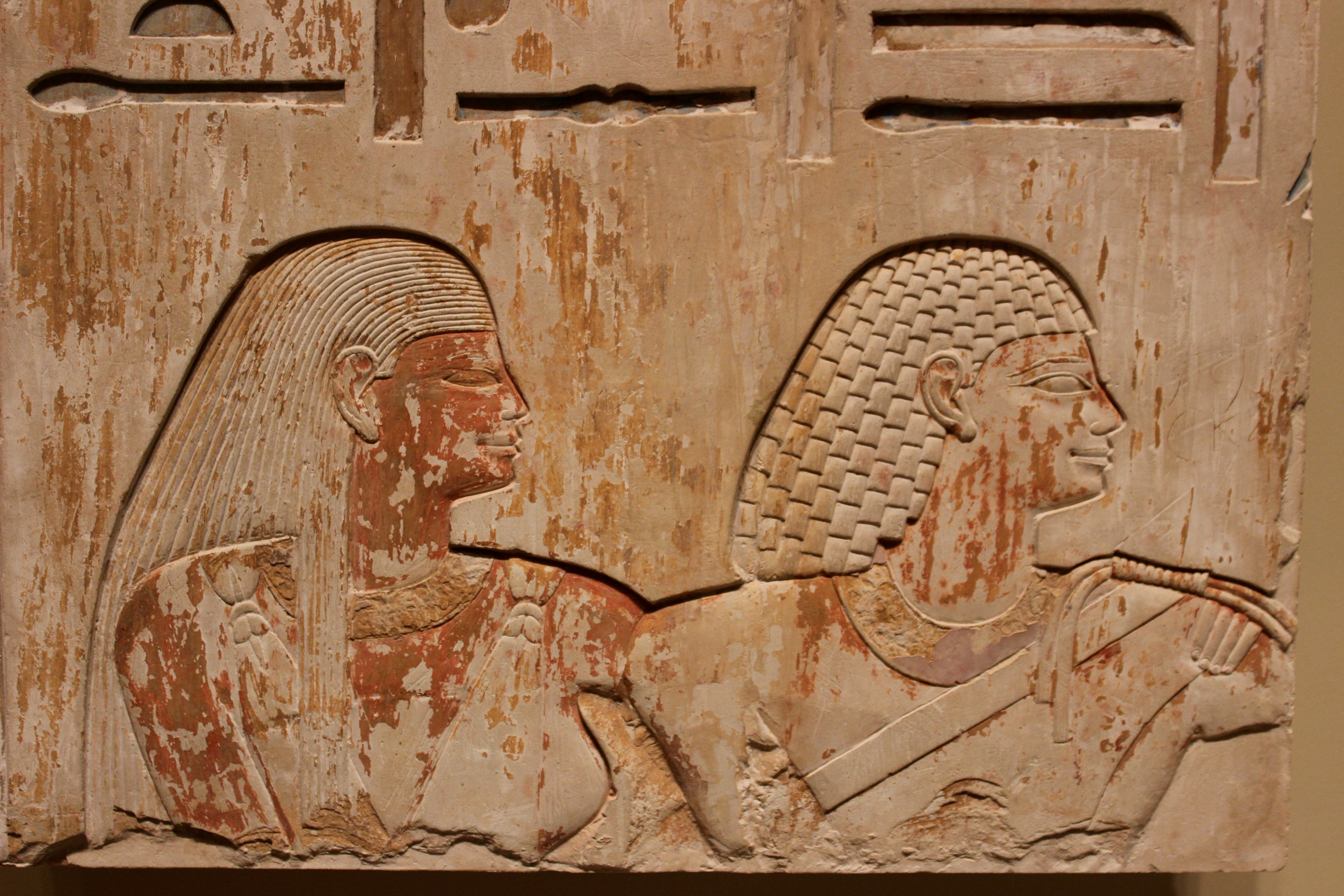
منتومحات مع زوجته شبنموت (TT34)

- TT34 - منتومحات : أقوى شخصية في عهد الأسرة 25 و عاش في عهود الملوك طهرقة وتانوت آمون و حتى السنة التاسعة من عهد الملك بسماتيك الأول.

### الأسرة 26

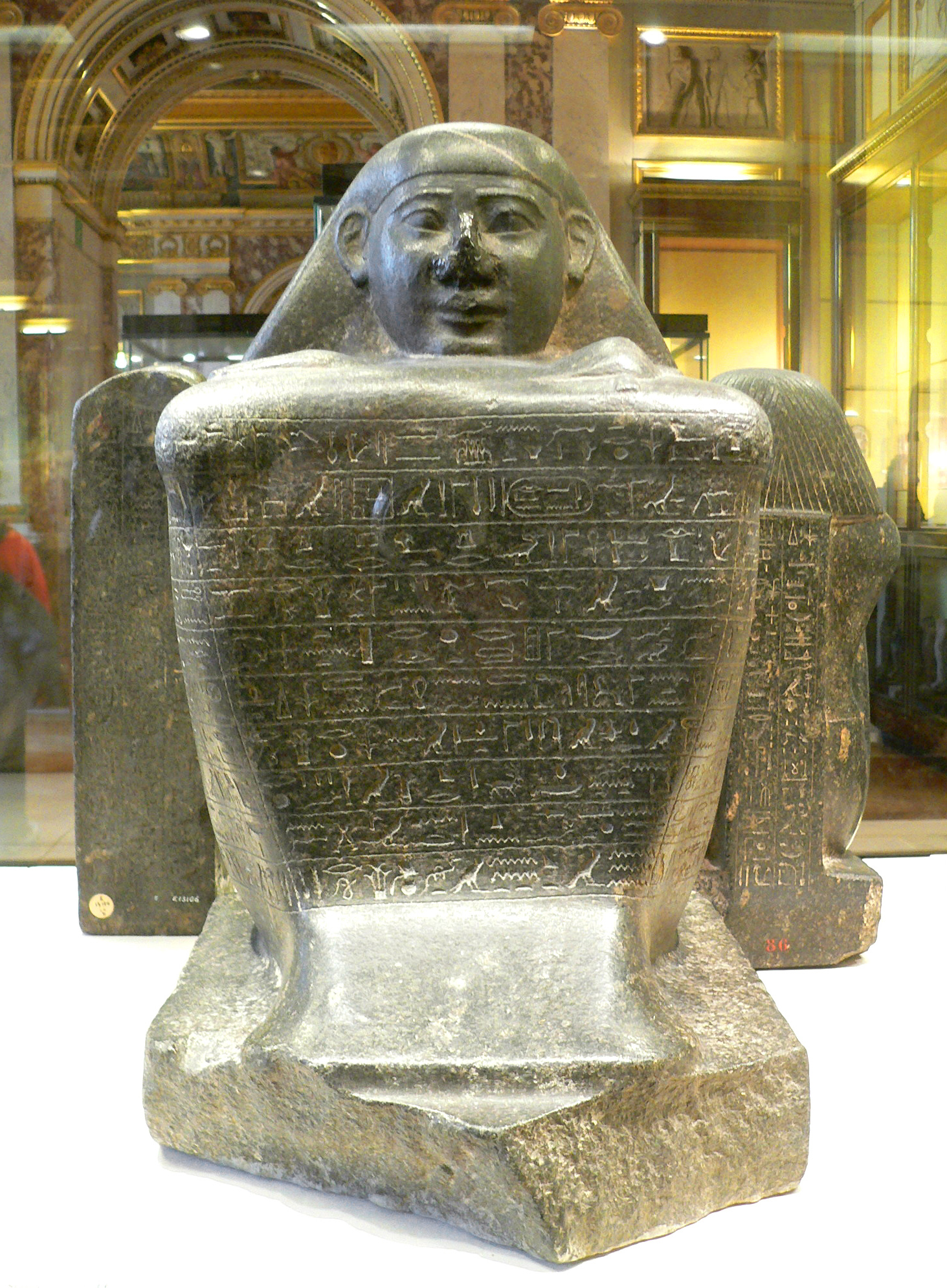
تمثال كتلة لحاروا مدير بيت الزوجة الإلهية (TT37) - متحف اللوفر

- TT27 - ششنق : رئيس مديري بيت الأميرة عنخس نفر إب رع.
- TT33 – بدي آمون إبت : الكاهن وكبير الكهنة المرتلين.
- TT36 - إبي : مدير بيت المتعبدة الإلهية.
- TT37 - حاروا : مدير بيت الزوجة الإلهية.
- TT279 - باباسا : رئيس مدراء بيت المتعبدة الإلهية لآمون نيتوكريس الأولى.
- TT289 - باسا : حاجب الإله مين و الشعائري وعمدة طيبة.
- TT410 – موت رديس : رئيس المرافقين (الخدم) للزوجة الإلهية.
- TT414 - عنخ حور : عمدة ممفيس.